# اچ‌ام‌اس اسواردفیش (۶۱اس)
اچ‌ام‌اس اسواردفیش (۶۱اس) (به انگلیسی: HMS Swordfish (61S)) یک زیردریایی بود که طول آن ۲۰۲ فوت ۶ اینچ (۶۱٫۷۲ متر) بود. این زیردریایی در سال ۱۹۳۱ ساخته شد.